# Семигорск
Семигорск — посёлок в Нижнеилимском районе Иркутской области России. Административный центр Семигорского муниципального образования. Находится примерно в 34 км к востоку от районного центра.

## История
Заселение Илимского края происходило за счет «гулящих» вольных людей, бежавших из крепостной неволи или скрывавшихся от наказания.
В первой половине 17 века в устье реки Купы было образовано плотбище. Здесь вольные люди летом строили плоты, лодки-барки, для дальнейшего продвижения и перевозки грузов до Усть-Кутского острога (В советское время это место использовали как спортивный поселковый стадион).
Самым тяжелым, мучительным участком пути, по которому перетаскивали, волокли груз, лодки, по так называемому Ленскому волоку, считалось место от Илима до устья реки Муки, поэтому и назвали первопроходцы эту речку и землю — Мукой.
Мало кто знает, что первоначальное имя этой реки — Тальмышан имеет эвенское происхождение.
В то время здесь постоянного поселения не было. Оно возникло с того периода, когда сослали две семьи «бунтарей» Кулаковых и Чупровых в Сибирь. Велено им было основаться между реками Купой и её притоком Мукой, строить дома, вести хозяйство, помогать перетаскивать плоты с одной реки на другую. Эти семьи и стали основателями деревни Мука, ныне именуемой Семигорском.

## Население
| 2002 | 2010 | 2011 | 2012 |
| ---- | ---- | ---- | ---- |
| 1124 | ↘849 | ↘840 | ↘781 |